# 落幡村
落幡村（おちはたむら）はかつて神奈川県大住郡にあった村。現在の秦野市鶴巻地区にあたる。

## 概要
- 大住郡内でも有数の米の産地であり、現在の秦野市内で米の産出量は最も多かった
- 村内東部の低湿地帯（ドブ田）は大根川 (神奈川県)の氾濫にたびたび悩まされた

## 集落・小字
- 芦谷（あしや）
- 雨沼（あめぬま）
- 大原（おおはら）
- 北の下（きたのした）
- 塩見（しおみ）
- 下谷戸（しもやと）
- 大椿（だいちん）
- 鶴巻（つるまき） - 現在のこの地区の名称「鶴巻」はここによる
- 中丸（なかまる）
- 根丸島（ねまるしま）
- 舞台（ぶたい）
- 堀ノ内（ほりのうち）
- 宮地（みやじ）
- 宮ノ上（みやのうえ）
- 宮ノ下（みやのした）
- 屋敷（やしき）
- 不弓引（ゆみひかず）

## 河川
- 大根川 (神奈川県)
- 善波川